# Utatane
Utatane（うたたね）は、日本のP2Pを用いたファイル共有ソフト。
OpenNap通信プロトコルを利用したサーバに接続するクライアントツール。Winny、Shareなどのファイル共有ソフトとは異なる転送形式で、WinMXと同じく、1対1との交換に向けられていた。